# Eli Sharvit
Aluf Eli Sharvit est un général des Forces de défense israéliennes qui a servi comme commandant de la marine israélienne entre 2016 et 2021.

## Biographie

### Jeunesse et vie privée
Sharvit est né au kibboutz Sde Boker et a grandi à Beer Sheva. Il est l'un des trois enfants de Yosef et Esther Sharvit, immigrants juifs marocains en Israël. Il fréquentr l'école Makif Alef à Beer Sheva.

### Début de carrière militaire
Sharvit est enrôlé dans les Forces de défense israéliennes en 1985 et rejoint la marine israélienne. Il reste dans la marine comme officier après son service obligatoire. Sharvit occupe de nombreux postes et a ensuite dirigé la flotte de bateaux lance-missiles de la marine en 2009. Il a ensuite été commandant de la base navale de Haïfa, prenant le commandement du commandant de la base de l'époque, Ram Rothberg, de 2011 à 2014. De 2014 jusqu'à sa nomination en tant que commandant, il a été chef d'état-major de la marine israélienne.

### Commandant de la marine israélienne
Le 12 septembre 2016, le ministre israélien de la Défense Avigdor Lieberman approuve sa nomination à la tête de la marine israélienne, après avoir été nommé par le chef d'état-major de Tsahal, Gadi Eizenkot. Il doit être promu au grade de général de division (Alouf). Il remplace le vice-amiral Ram Rothberg, qui a servi comme commandant de la marine israélienne pendant cinq ans. Il a officiellement pris ses fonctions de commandant de la marine israélienne lors d'une cérémonie à Tel Aviv.

### Vie privée
Il est marié à Eti et est père de trois enfants.